# Secret Mission
Secret Mission é um filme de guerra produzido no Reino Unido, dirigido por Harold French e lançado em 1942.